# Lina Tjerjazova
Lina Anatoljevna Tjerjazova (ryska: Лина Анатольевна Черязова), född 1 november 1968 i Tasjkent, Sovjetunionen, död 23 mars 2019 i Novosibirsk, Ryssland, var en uzbekisk freestyleåkare.
Hon tog OS-guld i damernas hopp i samband med de olympiska freestyletävlingarna 1994 i Lillehammer.